# (11173) Jayanderson
(11173) Jayanderson (1998 FA59) – planetoida z pasa głównego asteroid okrążająca Słońce w ciągu 3,83 lat w średniej odległości 2,45 j.a. Odkryta 20 marca 1998 roku.